# Okres Balassagyarmat
Okres Balassagyarmat (maďarsky Balassagyarmati járás) je jedním z šesti okresů maďarské župy Nógrád. Jeho centrem je město Balassagyarmat.

## Sídla
V okrese se nachází celkem 29 měst a obcí.
Města
- Balassagyarmat

Obce
- Becske
- Bercel
- Cserháthaláp
- Cserhátsurány
- Csesztve
- Csitár
- Debercsény
- Dejtár
- Drégelypalánk
- Érsekvadkert
- Galgaguta
- Herencsény
- Hont
- Hugyag
- Iliny
- Ipolyszög
- Ipolyvece
- Magyarnándor
- Mohora
- Nógrádkövesd
- Nógrádmarcal
- Őrhalom
- Patak
- Patvarc
- Szanda
- Szécsénke
- Szügy
- Terény